# Meta Quest 2
Meta Quest 2（メタ クエストツー）は、Meta（旧称Facebook）の一部門「Reality Labs（旧称Facebook Technologies）」が開発したOculus Questの後継となるバーチャル・リアリティ（VR）ヘッドセット。年次VR／ARイベント「Facebook Connect」で発表され、2020年10月13日に発売された。

## 概要
前世代と同様に、Quest 2はAndroidベースのOSを搭載したスタンドアロン型ヘッドセットとしてだけではなく、USB接続経由でPC上で動作するOculus互換のVRソフトウェアも実行できる。
発売当初の名称は「Oculus Quest 2」（オキュラス クエストツー）であったが、2021年、 Meta (企業) の社名変更に伴い、「Meta Quest 2」へ改名された。
2023年6月1日、Metaは、Quest 2の後継機種となるVR/MRヘッドセット「Meta Quest 3」を発表し、本機種発売の3年後となる2023年10月10日に発売された。
Quest 2は、2020年9月16日にオンラインで開催された年次VR/ARイベント「Facebook Connect」で正式に発表された。64GBモデルの価格は299ドル（税抜き33,800円）で初代モデルよりも100ドル安くなっている。初代の128GBモデルは399ドル（税抜き44,800円）の256GBモデルに置き換えられた。
2021年7月27日に接顔パーツによる皮膚の炎症が報告されたため一時的に販売が停止され、付属パーツを変更し同年8月24日に64GBモデルの廃止と128GBモデルの追加とともに販売を再開した。128GBモデルの価格は64GBモデルと同じ299ドル(税抜き33,800円)となっていた。
2022年8月1日、価格改定。
Oculus Storeでは、128GBモデルは、59,400円(税込)、256GBモデルは、74,400円(税込)となった。Eliteストラップ、バッテリー付きEliteストラップも、共に新価格となっている。
2023年3月4日、256GBモデルの価格改定が発表され、3月5日から64,405円（税込）に値下げされた（128GBモデルは価格の変更なし）。
2023年6月1日、Meta Quest 3発表にあわせてQuest 2の価格改定が告知され、同年6月4日からQuest 2の128GBモデルは47,300円（税込）、256GBモデルは53,900円（税込）に値下げされた。
2024年1月1日、価格改定が発表され、128GBモデルが39,600円（税込）、256GBモデルが46,200円（税込）となった。

## ハードウェア
デザインは初代Oculus Questに似ているが、黒いファブリックで覆われていた初代に対し、ボディーは白のプラスチック、顔とのインターフェイスは黒の構成になっている。また、初代の571gから503gと約10%軽量化されている。ヘッドバンドの素材は初代の軟質プラスチックから布素材のものに変更され、初代ヘッドセットでは前方に配置されていた電源ボタンはQuest 2では側面に移設された。
Quest 2はQualcommの「Snapdragon XR2」（VR/AR向けSoC）を採用し、6GBのRAM（初代モデルは4GB）を搭載している。片目あたりの解像度が1832×1920の一枚の高速スイッチングLCDパネルを使用している。90 Hzのリフレッシュレート（初代モデルの72 Hzからの増加）をサポートしているが、発売時にはホームエリア内のみで利用でき、将来のアップデートでゲーム内での90Hzをサポートすることが可能になる。ヘッドセットには58 mm、63 mm、68 mmの物理的な瞳孔間距離（IPD）調節機能が搭載されており、それぞれの位置にレンズを物理的に移動させて調整する。
付属のTouchコントローラーは初代バージョンの影響を受けて若干大きくなっている。Facebookはまた、初代Quest付属のコントローラーと比較してバッテリー寿命が4倍になっていると述べている。

## ソフトウェア
初代Questと同様に、AndroidベースのOSを搭載している。Quest 2発売以降、ソフトウェアがアップデートされ、新機能が追加されている。FacebookはQuest 2の発表時にフィットネストラッカーアプリ「Oculus Move」のリリースを予定していることを発表した。90Hzのリフレッシュレートへの対応は当初はホームエリア内のみの実験的なオプションであったが、2020年11月のソフトウェアアップデートでゲーム内でのサポートが追加された。
2021年4月のシステムソフトウェアのバージョン28では、ゲームにおける120Hzの実験的なサポートがオプションで導入されたほか、実験的なワイヤレスストリーミング「Air Link」も導入された。
2021年7月、パススルー機能に実験的なAPIが追加され、拡張現実（AR）機能を利用できるようになった。
2022年12月21日、Metaは、ヘッドセット本体のGPUパフォーマンスが従来比で7％増加するアップデートを発表した。
2023年6月22日に提供が開始されたv55ソフトウェア・アップデートでは、Quest 2のCPUのパフォーマンスが最大26％向上し、GPUスピードは最大19％向上する

### ゲーム
Quest 2は初代モデル向けに作られた全てのゲームやソフトウェアに対応しており、既存のタイトルをアップグレードすることで、Quest 2の高グラフィック品質に対応できる。またQuest 2はOculus Linkにも対応しており、Oculus Rift対応ソフトウェアをPC経由でプレイできる。Quest 2はOculus Goアプリやゲームとの下位互換性はない。
2021年4月のソフトウェアアップデートで実験的機能としてOculus Air Linkが追加され、ゲームをPCからWiFi経由でストリーミングできるようになった。

## 周辺機器
Oculusは、後頭部用のリング状パッドとタイトダイヤルが備わったアクセサリー「エリートストラップ」と、ヘッドストラップにバッテリーパックを内蔵したバリエーションを発表した。Oculusはまた、ヘッドセットで使用するために設計された、コードを短縮したQuest 2用「認定」Logitechのヘッドフォン（同社初のインイヤーヘッドフォン「G333 VR」を含む）のプロモーションも行っている。
OculusはLogitechと提携して、Oculusの「Infinite Office」機能の一部としてK830キーボードをサポートし、ユーザーがVRでタイピングしながらキーボードと手を見られるようにした。

### キーボード
2022/05/31現在、以下のキーボードが正式に対応している。
ただし、一部は、日本語切り替えが不便などの現象も報告されている。
なお、正式対応となっていないK370sでも、VR表示付きで使用できたとの報告も挙がっている。
- Logitech K830
- Apple Magic Keyboard
- Logitech K375s(, K370s)
- Logitech MX KEYS

## 評価
The Vergeは発売前レビューにおいて、目立った機能はないものの、軽量化、初代Questよりも視覚的外観とリフレッシュレートが向上した画面、USBポートの位置変更などの「価値のある」改善があると指摘した。新しいヘッドバンドは「サポート力が弱く、締め付け機構が少し使いにくい」と批判され（別売のエリートストラップアクセサリによって一部改善）、新しいIPD機構は「煩わしい」とされ、初代モデルほど包括的ではないとされた。結論として、既存の（初代quest）所有者にとっては「アップグレード必須ではない」ものの、Quest 2は「ハードウェア、機能、価格の総合的なバランスが最も優れている」と評した。
Ars Technicaは、内蔵スピーカーが「明らかに鮮明で大きくなった」と評価する一方で、初代Questの軟質プラスチックのヘッドバンドと比較した新しい布製ヘッドバンド、限られたIPDオプション、短いバッテリー寿命、コントローラーのグリップ力が低く、より激しいゲームでの精度が低下を指摘するなど好意的では無かった。また、有機ELから液晶への切り替えは、「より鮮明な」画像を生成するが、より「褪せた」色を生成することを指摘した。

### Facebookとの統合
Quest 2は、Quest 2及び将来のOculus製品を使用するためにはユーザーがFacebookアカウントでログインしなければならなくなっている件で批判にさらされてきた。2021年10月27日にMeta (旧 Facebook) は（Facebookでの）ログインが不要になると発表した。 Facebookアカウントが停止されたためにヘッドセットを使用できないユーザがいると報告されており、一部では停止したFacebookアカウントをデバイスにリンクさせたことで、ヘッドセットが「文鎮」になったと説明する者もいた。2020年9月、Facebookはこの要件を巡ってドイツ連邦カルテル庁から批判された後、ドイツにおけるすべてのOculus製品の販売を一時停止した。2021年のFacebook ConnectでMetaのマーク・ザッカーバーグCEOは、同社が「Facebookの個人アカウント以外のアカウントでQuestにログインできるように取り組んでいる」と述べている。

## 販売終了
2024年のMeta Connectにて、Meta Quest 3Sの発売に伴いMeta Quest2およびMeta Quest Proが2024年内か、在庫がなくなり次第に販売を終了することが発表された。
ただし、アクセサリー類はもうしばらく販売される予定である。